# Biatlon a téli olimpiai játékokon
Az 1924. évi olimpián Chamonix-ban military patrol (katonai síjárőr) néven már szerepelt az olimpiai programban a biatlon őse. 1928-ban, 1936-ban és 1948-ban bemutató sportág volt. Az 1960. évi Squaw Valleyben tartott játékok óta egyre több versenyszámban rendezik meg.

## Versenyszámok
A zöld kör () azt jelenti, hogy az adott évben megrendezték illetve meg fogják rendezni a versenyszámot, B = bemutató.
| Versenyszám               | Az olimpia évének utolsó két számjegye | Az olimpia évének utolsó két számjegye | Az olimpia évének utolsó két számjegye | Az olimpia évének utolsó két számjegye | Az olimpia évének utolsó két számjegye | Az olimpia évének utolsó két számjegye | Az olimpia évének utolsó két számjegye | Az olimpia évének utolsó két számjegye | Az olimpia évének utolsó két számjegye | Az olimpia évének utolsó két számjegye | Az olimpia évének utolsó két számjegye | Az olimpia évének utolsó két számjegye | Az olimpia évének utolsó két számjegye | Az olimpia évének utolsó két számjegye | Az olimpia évének utolsó két számjegye | Az olimpia évének utolsó két számjegye | Az olimpia évének utolsó két számjegye | Az olimpia évének utolsó két számjegye | Az olimpia évének utolsó két számjegye | Az olimpia évének utolsó két számjegye | Az olimpia évének utolsó két számjegye | Versenyszámok összesen |
| Versenyszám               | 24                                     | 28                                     | 32                                     | 36                                     | 48                                     | 52                                     | 56                                     | 60                                     | 64                                     | 68                                     | 72                                     | 76                                     | 80                                     | 84                                     | 88                                     | 92                                     | 94                                     | 98                                     | 02                                     | 06                                     | 10                                     |                        |
| ------------------------- | -------------------------------------- | -------------------------------------- | -------------------------------------- | -------------------------------------- | -------------------------------------- | -------------------------------------- | -------------------------------------- | -------------------------------------- | -------------------------------------- | -------------------------------------- | -------------------------------------- | -------------------------------------- | -------------------------------------- | -------------------------------------- | -------------------------------------- | -------------------------------------- | -------------------------------------- | -------------------------------------- | -------------------------------------- | -------------------------------------- | -------------------------------------- | ---------------------- |
| military patrol           |                                        | B                                      |                                        | B                                      | B                                      |                                        |                                        |                                        |                                        |                                        |                                        |                                        |                                        |                                        |                                        |                                        |                                        |                                        |                                        |                                        |                                        | 1                      |
| férfi 20 km               |                                        |                                        |                                        |                                        |                                        |                                        |                                        |                                        |                                        |                                        |                                        |                                        |                                        |                                        |                                        |                                        |                                        |                                        |                                        |                                        |                                        | 14                     |
| férfi 4x7,5 km            |                                        |                                        |                                        |                                        |                                        |                                        |                                        |                                        |                                        |                                        |                                        |                                        |                                        |                                        |                                        |                                        |                                        |                                        |                                        |                                        |                                        | 12                     |
| férfi sprint              |                                        |                                        |                                        |                                        |                                        |                                        |                                        |                                        |                                        |                                        |                                        |                                        |                                        |                                        |                                        |                                        |                                        |                                        |                                        |                                        |                                        | 9                      |
| férfi üldöző 12,5 km      |                                        |                                        |                                        |                                        |                                        |                                        |                                        |                                        |                                        |                                        |                                        |                                        |                                        |                                        |                                        |                                        |                                        |                                        |                                        |                                        |                                        | 3                      |
| férfi tömegrajtos 15 km   |                                        |                                        |                                        |                                        |                                        |                                        |                                        |                                        |                                        |                                        |                                        |                                        |                                        |                                        |                                        |                                        |                                        |                                        |                                        |                                        |                                        | 2                      |
| női 15 km                 |                                        |                                        |                                        |                                        |                                        |                                        |                                        |                                        |                                        |                                        |                                        |                                        |                                        |                                        |                                        |                                        |                                        |                                        |                                        |                                        |                                        | 6                      |
| női 4x6 km                |                                        |                                        |                                        |                                        |                                        |                                        |                                        |                                        |                                        |                                        |                                        |                                        |                                        |                                        |                                        |                                        |                                        |                                        |                                        |                                        |                                        | 6                      |
| női sprint 7,5 km         |                                        |                                        |                                        |                                        |                                        |                                        |                                        |                                        |                                        |                                        |                                        |                                        |                                        |                                        |                                        |                                        |                                        |                                        |                                        |                                        |                                        | 6                      |
| női üldöző 10 km          |                                        |                                        |                                        |                                        |                                        |                                        |                                        |                                        |                                        |                                        |                                        |                                        |                                        |                                        |                                        |                                        |                                        |                                        |                                        |                                        |                                        | 3                      |
| férfi tömegrajtos 12,5 km |                                        |                                        |                                        |                                        |                                        |                                        |                                        |                                        |                                        |                                        |                                        |                                        |                                        |                                        |                                        |                                        |                                        |                                        |                                        |                                        |                                        | 2                      |
| Versenyszámok száma       | 1                                      | B                                      | 0                                      | B                                      | B                                      | 0                                      | 0                                      | 1                                      | 1                                      | 2                                      | 2                                      | 2                                      | 3                                      | 3                                      | 3                                      | 6                                      | 6                                      | 6                                      | 8                                      | 10                                     | 10                                     | 64                     |

## Résztvevők nemzetek szerint
| Nemzetek                    | 24 | 28-56 | 60 | 64 | 68 | 72 | 76 | 80 | 84 | 88 | 92  | 94  | 98  | 02  | 06  | 10  |
| --------------------------- | -- | ----- | -- | -- | -- | -- | -- | -- | -- | -- | --- | --- | --- | --- | --- | --- |
| Argentína (ARG)             | –  |       | –  | –  | –  | –  | –  | 4  | 3  | 3  | 7   | 1   | –   | 2   | 1   | –   |
| Ausztrália (AUS)            | –  | –     | –  | –  | –  | –  | –  | 1  | 1  | 2  | 2   | 1   | –   | 1   | 1   |     |
| Ausztria (AUT)              | –  | –     | 4  | 4  | –  | 4  | 5  | 4  | 5  | 5  | 5   | 5   | 5   | 6   | 6   |     |
| Bosznia-Hercegovina (BIH)   | –  | –     | –  | –  | –  | –  | –  | –  | –  | –  | –   | –   | –   | 2   | 1   |     |
| Bulgária (BUL)              | –  | –     | –  | –  | –  | 2  | 2  | 3  | 5  | 10 | 5   | 5   | 6   | 6   | 6   |     |
| Costa Rica (CRC)            | –  | –     | –  | –  | –  | –  | –  | 1  | –  | –  | –   | –   | –   | –   | –   |     |
| Chile (CHI)                 | –  | –     | –  | –  | –  | –  | –  | –  | –  | –  | –   | –   | 2   | 2   | –   |     |
| Csehország (CZE)            | –  | –     | –  | –  | –  | –  | –  | –  | –  | –  | 10  | 8   | 10  | 10  | 10  |     |
| Csehszlovákia (TCH)         | 4  | –     | –  | 2  | 5  | 5  | 4  | 5  | 5  | 10 | –   | –   | –   | –   | –   |     |
| Dánia (DEN)                 | –  | –     | –  | –  | –  | –  | –  | –  | –  | –  | –   | –   | –   | –   | 1   |     |
| Dél-Korea (KOR)             | –  | –     | –  | –  | –  | –  | –  | 1  | 5  | 4  | –   | 1   | 2   | 1   | 2   |     |
| Egyesült Államok (USA)      | –  | 4     | 4  | 5  | 4  | 5  | 6  | 6  | 5  | 11 | 9   | 9   | 8   | 9   | 9   |     |
| Egyesített Csapat (EUN)     | –  | –     | –  | –  | –  | –  | –  | –  | –  | 11 | –   | –   | –   | –   | –   |     |
| Észtország (EST)            | –  | –     | –  | –  | –  | –  | –  | –  | –  | 8  | 9   | 4   | 5   | 6   | 9   |     |
| Fehéroroszország (BLR)      | –  | –     | –  | –  | –  | –  | –  | –  | –  | –  | 11  | 9   | 11  | 10  | 10  |     |
| Finnország (FIN)            | 4  | 4     | 4  | 6  | 5  | 4  | 6  | 5  | 5  | 9  | 9   | 7   | 9   | 1   | 4   |     |
| Franciaország (FRA)         | 4  | 4     | 1  | 6  | 5  | 5  | 5  | 4  | 7  | 10 | 11  | 10  | 10  | 9   | 11  |     |
| Görögország (GRE)           | –  | –     | –  | –  | –  | –  | –  | –  | –  | 2  | 1   | 1   | 3   | 1   | 2   |     |
| Guam (GUM)                  | –  | –     | –  | –  | –  | –  | –  | –  | 1  | –  | –   | –   | –   | –   | –   |     |
| Horvátország (CRO)          | –  | –     | –  | –  | –  | –  | –  | –  | –  | –  | –   | –   | 1   | 1   | 2   |     |
| Japán (JPN)                 | –  | –     | 2  | 4  | 4  | 5  | 4  | 4  | 4  | 3  | 2   | 8   | 9   | 9   | 2   |     |
| Jugoszlávia (YUG)           | –  | –     | –  | –  | –  | –  | 1  | 6  | 1  | 4  | –   | –   | –   | –   | –   |     |
| Kanada (CAN)                | –  | –     | –  | 5  | –  | –  | –  | –  | 5  | 9  | 7   | 6   | 1   | 7   | 8   |     |
| Kazahsztán (KAZ)            | –  | –     | –  | –  | –  | –  | –  | –  | –  | –  | 2   | 8   | 2   | 2   | 9   |     |
| Kína (CHN)                  | –  | –     | –  | –  | –  | –  | 5  | 5  | –  | 8  | 4   | 4   | 6   | 6   | 6   |     |
| Kirgizisztán (KGZ)          | –  | –     | –  | –  | –  | –  | –  | –  | –  | –  | 1   | 1   | 1   | –   | –   |     |
| Lengyelország (POL)         | 4  | –     | 4  | 6  | 5  | 4  | –  | –  | –  | 9  | 10  | 9   | 6   | 10  | 7   |     |
| Lettország (LAT)            | –  | –     | –  | –  | –  | –  | –  | –  | –  | 4  | 5   | 5   | 6   | 9   | 9   |     |
| Litvánia (LTU)              | –  | –     | –  | –  | –  | –  | –  | –  | –  | 2  | 2   | 1   | 2   | 2   | 1   |     |
| Magyarország (HUN)          | –  | 1     | –  | –  | –  | –  | –  | 5  | 1  | 9  | 5   | 5   | 3   | 2   | 1   |     |
| Moldova (MDA)               | –  | –     | –  | –  | –  | –  | –  | –  | –  | –  | 2   | 2   | 2   | 4   | 2   |     |
| Mongólia (MGL)              | –  | –     | 4  | 2  | –  | –  | –  | –  | –  | –  | –   | –   | –   | –   | –   |     |
| Nagy-Britannia (GBR)        | –  | 2     | 4  | 5  | 4  | 4  | 4  | 6  | 4  | 5  | 4   | 2   | 4   | 2   | 1   |     |
| Németország (GER)           | –  | –     | –  | –  | –  | –  | –  | –  | –  | 10 | 9   | 11  | 12  | 10  | 12  |     |
| Egyesült Német Csapat (EUA) | –  | 4     | 4  | –  | –  | –  | –  | –  | –  | –  | –   | –   | –   | –   | –   |     |
| NDK (GDR)                   | –  | –     | –  | 5  | 5  | 5  | 4  | 4  | 6  | –  | –   | –   | –   | –   | –   |     |
| NSZK (FRG)                  | –  | –     | –  | 4  | 2  | 6  | 6  | 4  | 5  | –  | –   | –   | –   | –   | –   |     |
| Norvégia (NOR)              | –  | 3     | 4  | 5  | 5  | 4  | 5  | 5  | 6  | 12 | 11  | 9   | 10  | 10  | 11  |     |
| Olaszország (ITA)           | 4  | –     | –  | –  | 5  | 4  | 5  | 5  | 6  | 10 | 6   | 6   | 10  | 10  | 10  |     |
| Oroszország (RUS)           | –  | –     | –  | –  | –  | –  | –  | –  | –  | –  | 10  | 11  | 11  | 12  | 12  |     |
| Puerto Rico (PUR)           | –  | –     | –  | –  | –  | –  | –  | –  | 1  | –  | –   | –   | –   | –   | –   |     |
| Románia (ROU)               | –  | –     | 4  | 4  | 5  | 4  | –  | 5  | –  | 6  | 5   | 2   | 4   | 5   | 5   |     |
| Spanyolország (ESP)         | –  | –     | –  | –  | –  | –  | –  | 2  | –  | –  | –   | –   | –   | 1   | 1   |     |
| Svájc (SUI)                 | 4  | –     | 4  | –  | –  | 3  | 2  | 1  | –  | 1  | 3   | 1   | 4   | 2   | 6   |     |
| Svédország (SWE)            | –  | 4     | 4  | 5  | 4  | 4  | 4  | 5  | 4  | 10 | 10  | 8   | 6   | 6   | 10  |     |
| Szerbia (SRB)               | –  | –     | –  | –  | –  | –  | –  | –  | –  | –  | –   | –   | –   | –   | 1   |     |
| Szerbia és Montenegró (SCG) | –  | –     | –  | –  | –  | –  | –  | –  | –  | –  | –   | –   | –   | 1   | –   |     |
| Szlovákia (SVK)             | –  | –     | –  | –  | –  | –  | –  | –  | –  | –  | 6   | 5   | 6   | 10  | 10  |     |
| Szlovénia (SLO)             | –  | –     | –  | –  | –  | –  | –  | –  | –  | 5  | 6   | 9   | 11  | 8   | 8   |     |
| Szovjetunió (URS)           | –  | 4     | 4  | 4  | 4  | 4  | 4  | 4  | 5  | –  | –   | –   | –   | –   | –   |     |
| Tajvan (TPE)                | –  | –     | –  | –  | –  | 2  | –  | 1  | –  | –  | –   | –   | –   | –   | –   |     |
| Ukrajna (UKR)               | –  | –     | –  | –  | –  | –  | –  | –  | –  | –  | 10  | 10  | 11  | 10  | 11  |     |
| Új-Zéland (NZL)             | –  | –     | –  | –  | –  | –  | –  | –  | –  | –  | –   | –   | –   | –   | 1   |     |
|                             |    |       |    |    |    |    |    |    |    |    |     |     |     |     |     |     |
| Nemzetek                    | 6  | –     | 9  | 14 | 16 | 14 | 18 | 18 | 25 | 22 | 28  | 31  | 32  | 37  | 37  | 37  |
| Sportolók                   | 24 | –     | 30 | 51 | 72 | 62 | 74 | 76 | 95 | 90 | 198 | 193 | 183 | 201 | 204 | 218 |
| Nemzetek                    | 24 | 28-56 | 60 | 64 | 68 | 72 | 76 | 80 | 84 | 88 | 92  | 94  | 98  | 02  | 06  | 10  |